# Barcouço
Barcouço est une paroisse civile portugaise (en portugais : freguesia) de la municipalité de Mealhada dans le district d'Aveiro.

## Géographie
Barcouço se trouve au sud de la municipalité de Mealhada, à une dizaine de kilomètres au nord de Coimbra.

## Démographie
Lors du recensement de 2021, Barcouço compte 2 090 habitants.